# Neil Trudinger

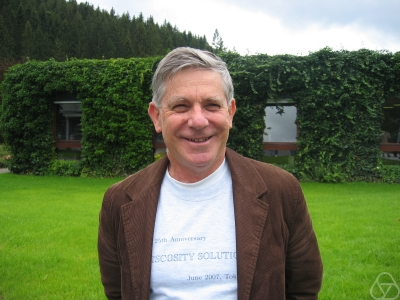
Neil Trudinger am Workshop „Partielle Differentialgleichungen“ in Oberwolfach, 2007

Neil Sidney Trudinger (* 20. Juni 1942 in Ballarat, Australien) ist ein australischer Mathematiker, der sich mit partiellen Differentialgleichungen beschäftigt.

## Leben
Trudinger studierte an der University of New England in Australien und promovierte 1966 an der Stanford University bei David Gilbarg (Quasilinear Elliptical Partial Differential Equations in n Variables).  Danach war er als Post-Doc am Courant Institute of Mathematical Sciences of New York University, 1967 an der Universität Pisa, 1968 bis 1970 an der Macquarie University in Australien, an der University of Queensland und 1971 an der University of Minnesota und der Stanford University, bevor er ab 1973 Professor an der Australian National University in Canberra wurde, wo er seitdem lehrte. 1989 bis 1993 war er außerdem Professor an der Northwestern University. 1973 bis 1980 war er Direktor der Abteilung Reine Mathematik, 1982 bis 1990 Direktor des Commonwealth  Research Center for Mathematical Analysis und 1992 bis 2000 war er Dekan der mathematischen Fakultät in Canberra. Er war Gastprofessor an verschiedenen Universitäten in Asien, Europa und den USA.
Trudinger ist Mitglied der Australischen Akademie der Wissenschaften und ist Fellow der Royal Society of London. 1981 wurde er mit der ersten Medaille der Australian Mathematical Society ausgezeichnet und erhielt 1996 die Hannan Medaille der Australischen Akademie der Wissenschaften. Er ist Fellow der American Mathematical Society.
2008 erhielt er für sein Buch mit Gilbarg über die Theorie (nichtlinearer) elliptischer partieller Differentialgleichungen den Leroy P. Steele Prize. 2006 war er Invited Speaker auf dem Internationalen Mathematikerkongress in Madrid (Recent developments in elliptic partial differential equations of Monge-Ampere type). Für 2012 erhielt er die George Szekeres Medal zugesprochen. 2008/09 und 2009/2010 war er im Abel-Preis-Komitee.

## Schriften
- mit David Gilbarg: Elliptic partial differential equations of second order, Springer 1977, ISBN 3-540-41160-7.